# Lunania tenuifolia
Lunania tenuifolia är en videväxtart som beskrevs av Ignatz Urban och Ekman. Lunania tenuifolia ingår i släktet Lunania och familjen videväxter. Inga underarter finns listade i Catalogue of Life.